# Tolk (beroep)

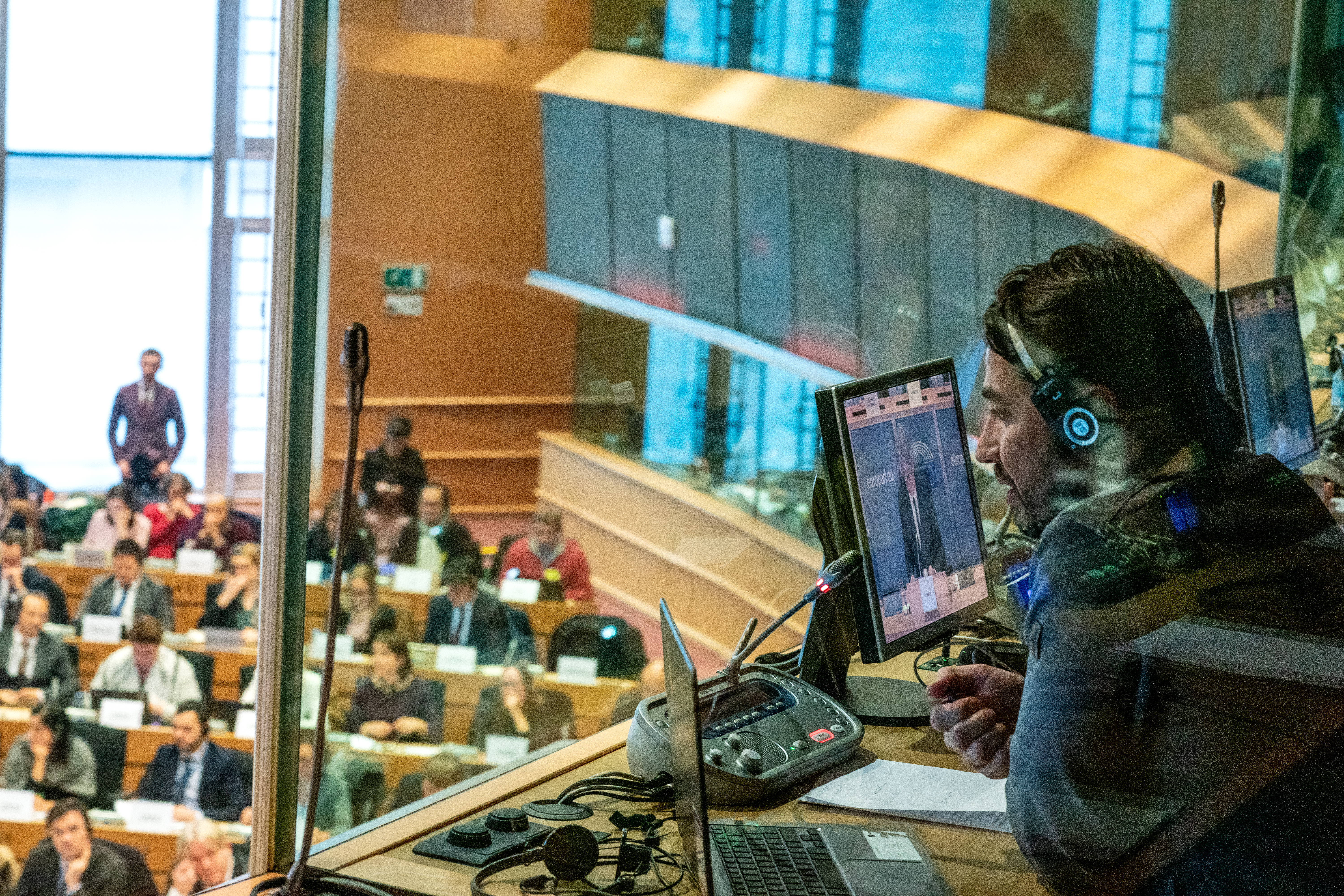
Een EU-conferentietolk aan het werk (simultaan tolken in een tolkcabine)

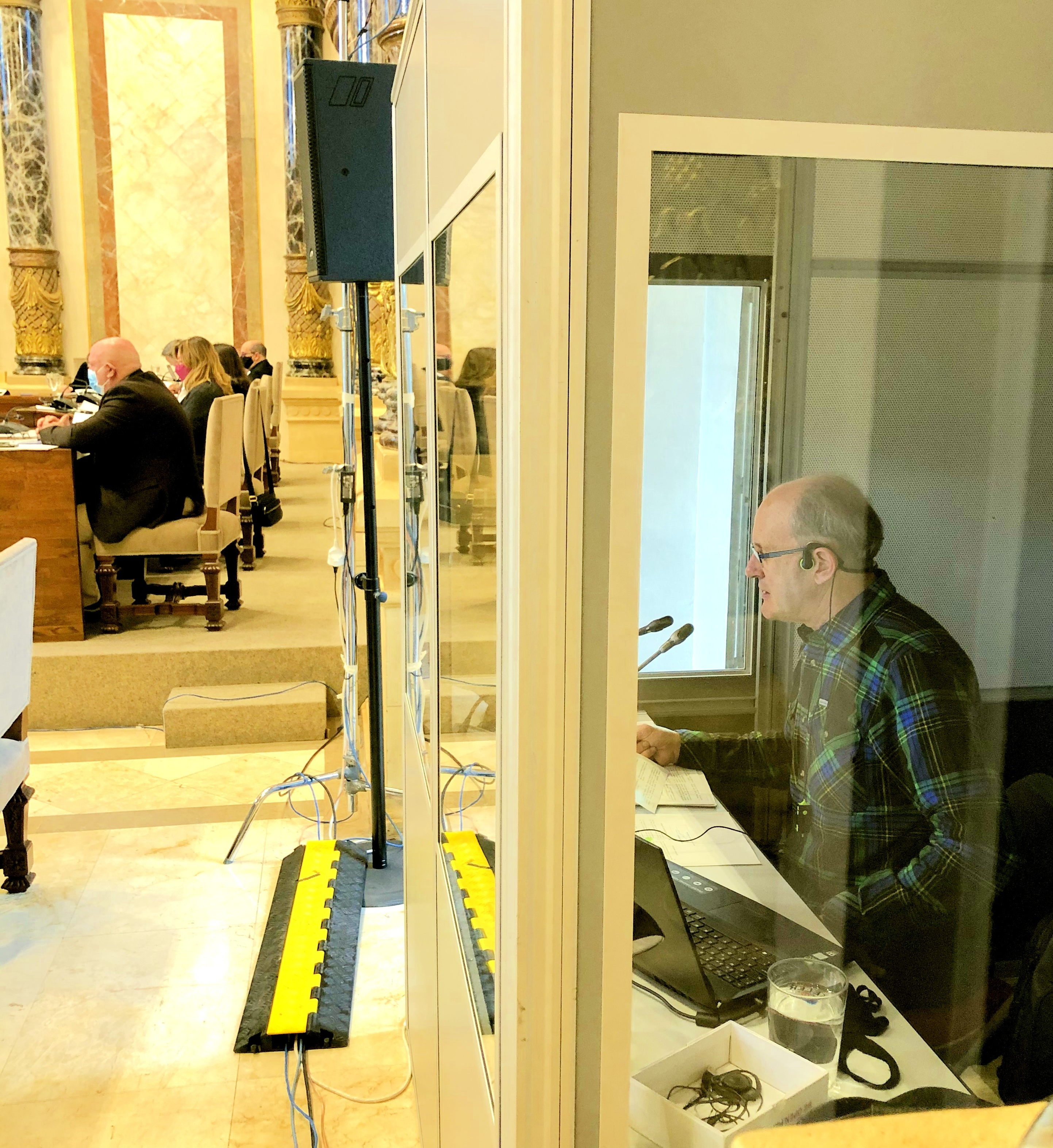
Een conferentietolk aan het werk (simultaan tolken in een tolkcabine)

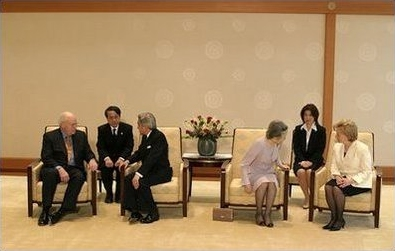
Twee gesprekstolken bij Dick Cheney en keizer Akihito en hun echtgenotes

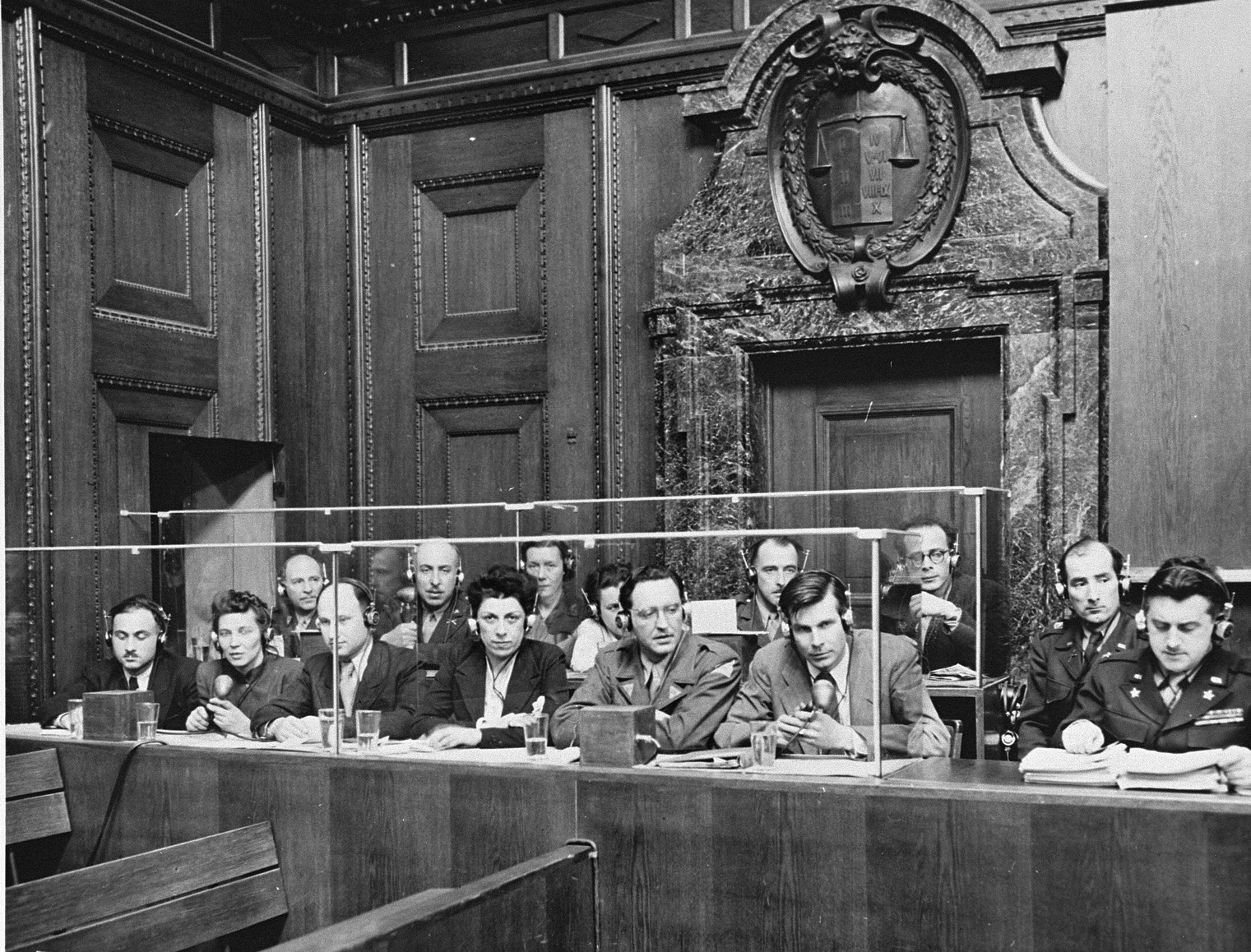
Tolken tijdens het Proces van Neurenberg

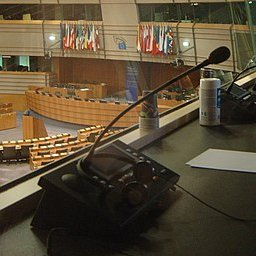
Een tolkcabine met tolkconsole in het Europees Parlement

Een tolk (leenwoord uit het Russisch) is iemand die luistert naar een spreker en die zijn woorden mondeling, of in het geval van de gebarentolk met gebaren, vertaalt (niet woord voor woord maar een volledige boodschap) voor degenen die de oorspronkelijke taal niet begrijpen.

## Verschil tussen tolken en vertalers
In de wereld van vertalers en tolken verstaat men onder "vertalen" doorgaans: het vertalen van geregistreerde tekst die op schrift, magneetband of in digitale vorm beschikbaar is. Tolken zijn ook vertalers maar zij dienen gesproken tekst in woord of gebaar (gebarentaal) onmiddellijk accuraat te vertalen. Tolken moeten de in de ene taal (de "brontaal") uitgesproken tekst ten eerste kunnen begrijpen, en verder zo volledig en correct mogelijk de betekenis in de andere taal - de "doeltaal" - weergeven.
In tegenstelling tot de vertaler heeft de tolk slechts enkele seconden tijd om na te denken over de juiste formulering in de doeltaal. Hierdoor heeft hij of zij vrijwel geen tijd voor correcties.

## Verschillende tolktechnieken
Er zijn veel verschillende vormen van vertolken. Een belangrijk onderscheid is het verschil tussen consecutief en simultaan vertolken. Het wezenlijke verschil is dat bij simultaan (= gelijktijdig) vertolken de tolk tegelijkertijd luistert en vertaalt, wat bij consecutieve (= opeenvolgende) vertolking niet het geval is.

### Consecutief tolken
Bij het consecutief vertolken staat (of zit) de tolk naast de spreker en geeft hij zin voor zin de vertaling. Dit komt voor bij een gesprek tussen twee personen en als een buitenlandse spreker een zaal toespreekt. Daarnaast wordt een tolk vaak ingeschakeld via de telefoon. Dit wordt de tolkentelefoon genoemd. Het kan gebeuren dat de tolk iets niet goed verstaat, en dan heeft hij de mogelijkheid uitleg te vragen, wat bij simultaan vertalen doorgaans niet kan.
Soms, als men verwacht dat de meeste toehoorders de oorspronkelijke taal verstaan, wordt de voorkeur gegeven aan getolkte interventies. De tolk geeft dan een korte samenvatting in de doeltaal.
Deze werkwijze kan ook voorkomen bij een interview - de interviewer is dan tevens tolk.
De spreker hoort wat de tolk zegt en soms verstaat hij het ook wel een beetje.
Het komt weleens voor dat een spreker commentaar heeft op een woord dat hij meent op te vangen, of dat hij iets meteen in de doeltaal probeert te zeggen.
Het is dan de taak van de tolk uit te leggen wat er gebeurt, wat weleens hilarische situaties oplevert.

### Simultaan tolken
Simultaan vertolken (luisteren en vertalen tegelijkertijd) voor één tot twee toehoorders kan gebeuren doordat de tolk de vertaling in het oor van de naast of vóór hem gezeten luisteraars fluistert (fluistertolken of chuchotage), maar bij een uitgebreider gehoor is een vertaalinstallatie vereist. Veelal wordt daarvoor gebruikgemaakt van tolkencabines of een fluisterset (bidule). De tolken zitten per taal in een eigen cabine, horen de spreker door een hoofdtelefoon van een tolkconsole en spreken de vertaling in de microfoon. De toehoorders in de zaal kunnen via een schakelaar de door hun gewenste vertaling kiezen. Met slechts enkele seconden vertraging (ear-voice span of décalage genoemd) is de vertaling te beluisteren die even vloeiend is als de originele toespraak. De tolk stopt namelijk niet met vertalen om de volgende zin te beluisteren; hij doet beide tegelijkertijd. Simultaan tolken vereist veel concentratie, een perfecte taalbeheersing en een brede algemene kennis.
Simultaan tolken kent men wel van internationale vergaderingen bij instellingen als het Europees Parlement en de Europese Commissie, de Verenigde Naties, de Navo en dergelijke, waar elke toespraak naar alle officiële talen vertaald moet worden door een conferentietolk. Er wordt ook simultaan getolkt in bepaalde nationale parlementen (Canada, België, Zwitserland,...) Aan deze tolken worden hoge eisen gesteld, van de sprekers wordt niet verwacht dat ze rekening houden met de tolken. Er zijn drie tolkdiensten voor de EU: ten eerste DG SCIC  voor de Europese Commissie (en verschillende andere instellingen zoals de Europese Raad, Raad van de Europese Unie, Comité van de Regio's, Europees Economisch en Sociaal Comité,...), ten tweede DG LINC  voor het Europees Parlement en ten derde de Directie Tolken voor het Hof van Justitie van de Europese Unie.  Voor de 24 officiële EU-talen zijn er meer dan 600 vaste en 400 freelance tolken.
Tenzij het om een kortdurende opdracht gaat, wordt de tolkencabine doorgaans bezet door twee of meer tolken die elkaar afwisselen.
In tegenstelling tot bij consecutief tolken is er weinig terugkoppeling mogelijk. Als de tolk iets niet verstaat, kan hij niet met de spreker overleggen.
Het is dan ook, meer dan bij andere vormen van tolken, nodig dat de tolk de talen goed kent en goed op de hoogte is van de terminologie in het behandelde onderwerp.
Soms heeft de tolk een paneel met drukknopjes waarmee hij naar de spreker kan seinen, bijvoorbeeld om langzamer te spreken of een zin te herhalen.

## Verschillende tolkspecialisaties

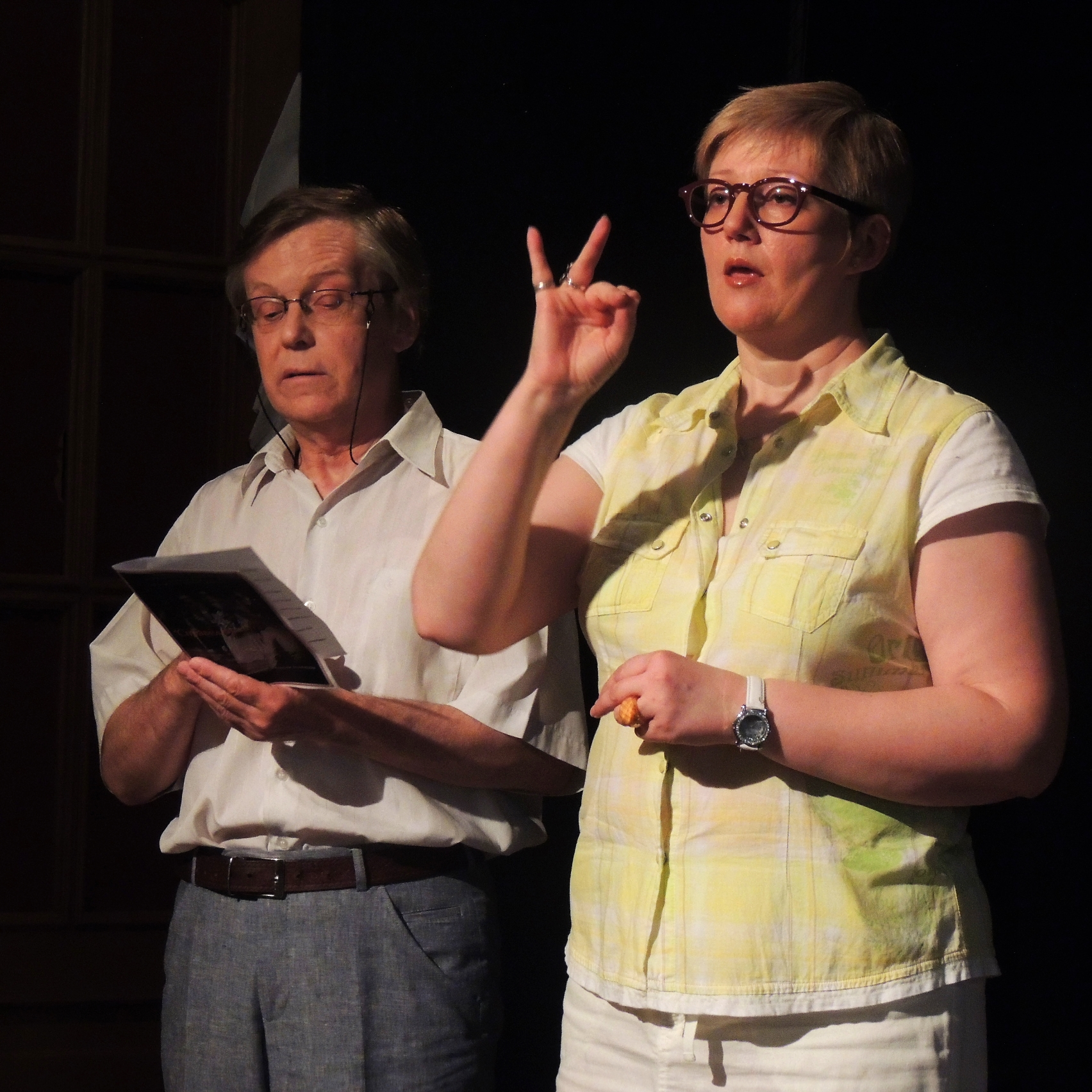
Gebarentolk

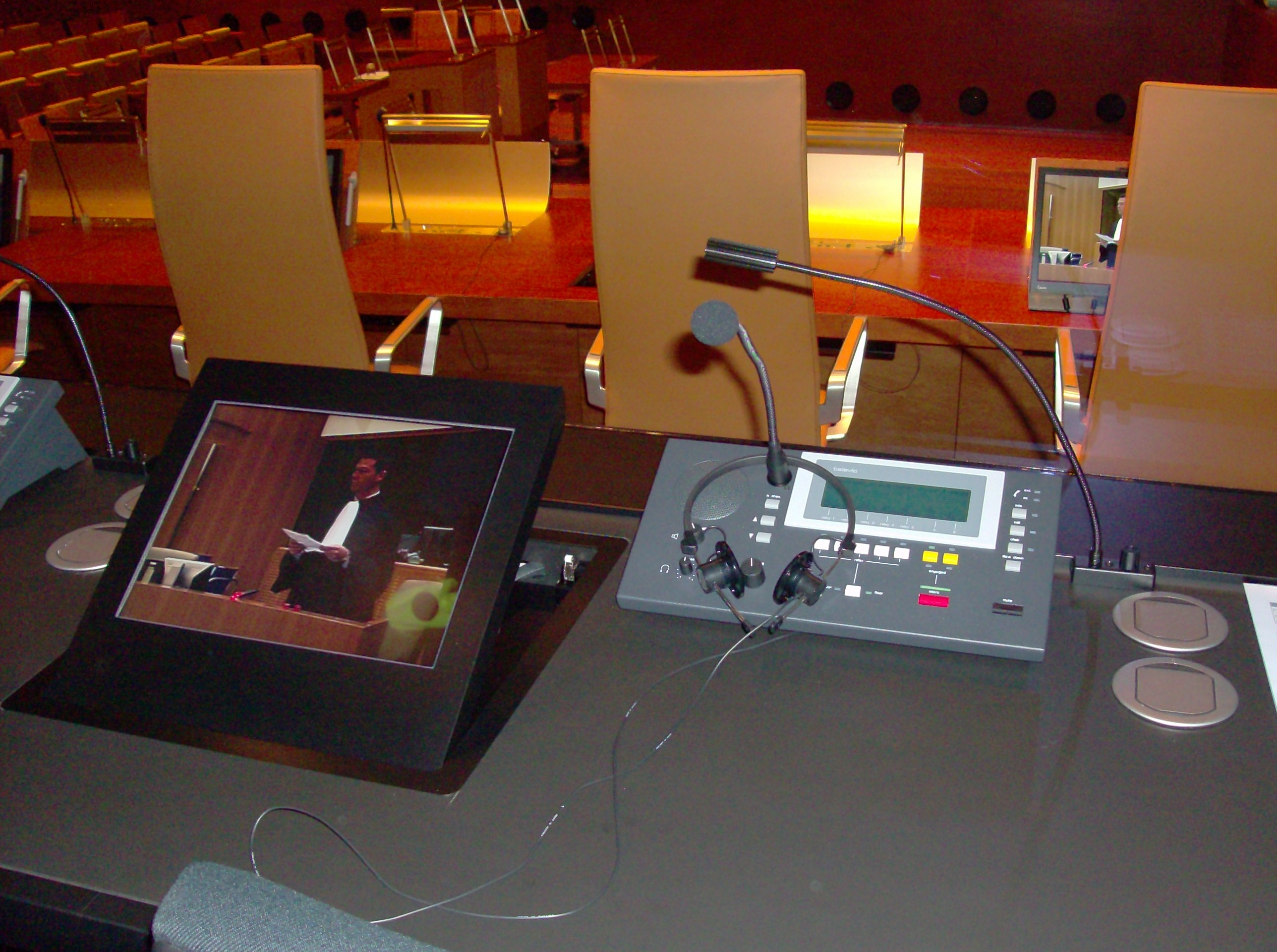
Een tolkcabine in het Hof van Justitie van de EU

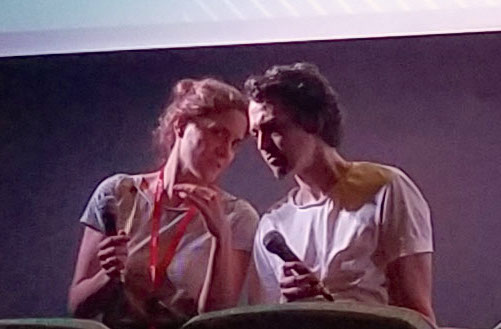
Een gesprekstolk fluistertolkt op een filmfestival

### Beeldentolk
De beeldentolk is vergelijkbaar met de gebarentolk, maar hij 'vertolkt' de beelden voor blinden en slechtzienden. Deze tolk komt voor bij gegidste wandelingen of rondleidingen in musea en is vrij nieuw binnen het tolkenlandschap.

### Conferentietolk
De conferentietolk is een van de meest maatschappelijk zichtbare categorieën binnen de tolkensector. De tolken zetten daarbij gesprekken op vergadering om van de vreemde taal naar hun moedertaal.

### Gebarentolk
Een gebarentolk zet gesproken tekst om naar een gebarentaal en vice versa. De term doventolk is hieraan verwant en wordt (feitelijk ten onrechte) ook wel informeel als synoniem gebruikt.

### Gerechtstolk
Volgens de Nederlandse wetgeving mag een proces bij de rechtbank uitsluitend in het Nederlands worden gevoerd; in het arrondissement Noord-Nederland mag daarnaast ook het Fries worden gebruikt. Als een verdachte, een getuige of een civiele partij de voertaal niet machtig is, is er dus een gerechtstolk nodig. Ook kan de getuige of partij wel op een zeker niveau Nederlands kennen, maar voor de zekerheid een tolk aanvragen.
Spreekt de getuige een vreemde taal die door de rechter en andere aanwezigen begrepen wordt, bijvoorbeeld Engels, dan moet er desondanks een tolk worden gebruikt.
Een gerechtstolk moet vooraf beëdigd worden.

### Gesprekstolk/sociaal tolk
Een gesprekstolk maakt communicatie mogelijk tussen twee partijen die elkaars taal niet spreken. Hij tolkt korte en lange boodschappen op een volledige en neutrale manier. Zulke gesprekken kan hij zowel simultaan als consecutief tolken.
Een specialisatie binnen het domein van de gesprekstolk is sociaal tolk (België) of gesprekstolk (Nederland). Sociale en publieke voorzieningen (zoals ziekenhuizen, CAW's enz.) doen een beroep op een sociaal tolk als ze willen communiceren met een anderstalige. Een sociaal tolk is echter niet helemaal hetzelfde als een gesprekstolk. Een gesprekstolk beschikt meestal al over een tolkendiploma en hoeft voor zijn beroep geen bijkomende opleiding te volgen. Een sociaal tolk moet wel een bijkomende opleiding volgen en  een certificeringsproef afleggen (in Vlaanderen bij het Agentschap Integratie en Inburgering) omdat het beroep nog extra deontologische vaardigheden vereist.

### Schrijftolk
Een schrijftolk typt bijvoorbeeld tijdens een toneelvoorstelling of een vergadering alles wat er gezegd wordt. Zo kunnen onder andere doven en slechthorenden die de gebarentaal niet machtig zijn, alles volgen wat er gezegd wordt.

### Taptolk
Een minder bekende tolkspecialisatie is taptolk. Een taptolk tolkt voor de politie afgetapte telefoongesprekken die in een andere taal verlopen. Het beroep van taptolk verschilt van de liaison- of conferentietolk omdat een taptolk tegelijk de rol van tolk en vertaler heeft. Hij moet naar het gesprek luisteren en tegelijk in het Nederlands opschrijven wat hij hoort.

## Bekende tolken
- La Malinche (1502-1529) - geliefde van de Spaanse conquistador Hernán Cortés
- Paul Schmidt (1899-1970) - tolk van Adolf Hitler
- Pavel Palazhchenko (1949) - tolk van Michail Gorbatsjov
- Irma Sluis (1971) - Gebarentolk bij het NOS Journaal en bij persconferenties